# طوق (وسام)
وسام الطوق هو سلسلة مزخرفة غالباً ما تكون مصنوعة من الذهب والمينا، ومرصعة بالأحجار الكريمة، والتي يتم ارتداؤها حول الرقبة كرمز للعضوية في مختلف الرتب الفروسية. هو شكل خاص من أشكال طوق الزي العسكري، وهو الشكل الأعظم لظاهرة الزي العسكري المنتشرة في العصور الوسطى والعصر الحديث المبكر. غالبًا ما تقوم الأوامر التي تحتوي على عدة درجات بحجز الطوق لأعلى درجة،عادةً ما تسمى الصليب الأعظم. تتكون روابط السلسلة عادة من رموز النظام، وعادة ما تكون شارة النظام وتسمى أيضًا "زخرفة" أو "صليب" أو "جوهرة" معلقة في المقدمة. في بعض الأحيان يتم الإشارة إلى الشارة بما هو مصور عليها على سبيل المثال، يُشار إلى الشارة المعلقة من سلسلة وسام الرباط باسم "جورج".

## التاريخ

#### تقليد العصور الوسطى: وسام الطوق (القرن الرابع عشر)
كانت أولى أوسمة الفروسية هي الأوسمة العسكرية للصليبيين الذين استخدموا صلبانًا حمراء أو خضراء أو سوداء من المخمل على عباءاتهم لتمييز أخواتهم. وفي وقت لاحق، استخدم أعضاء الأوامر الفرسان الخواتم والتنينات المطرزة، وحتى الرباطات كرموز لأوامرهم. في أواخر العصور الوسطى، أصبح الفرسان يرتدون شاراتهم بشكل أكثر بروزاً، وبدأوا في ارتداء الميداليات والصلبان والمجوهرات على شكل حيوانات على سلاسل حول الرقبة، والمعروفة باسم أطواق الزي الرسمي.

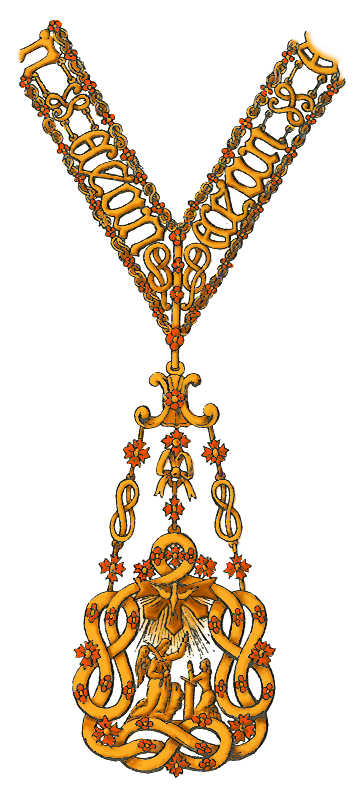

في القرن الرابع عشر، أسس أماديوس السادس، كونت سافوي (1343-1383) وسام الطوق. كان النظام مخصصًا للسيدة العذراء مريم والشعار الأساسي والأقدم للنظام هو طوقه ويتألف من ميدالية ذهبية صلبة للطوق، والتي تصور البشارة للسيدة العذراء مريم من قبل رئيس الملائكة جبرائيل. تحيط بالميدالية ثلاث عقد سافوية متشابكة، مزينة بصلبان صغيرة زهرية، وفي الجزء العلوي الأوسط، بين عقدتين سافوية، مجموعة من الأشعة مع حمامة تمثل الروح القدس، مصورة أيضاً باللون الذهبي. بفضل التفاني المريمي المماثل، انتشرت موضة هذه الياقات في نفس الوقت الذي انتشرت فيه موضة ارتداء المسبحة كقلادات في جميع أنحاء أوروبا، ووصلت إلى إنجلترا في القرن الخامس عشر.

#### طوق الصوف الذهبي (التقليد الخامس عشر)
يرتدي فرسان بعض طوائف الفروسية الأوروبية أطواقًا ذات أشكال مختلفة. بدأ هذا العرف على يد فيليب الثالث دوق بورغوندي، الذي أعطى فرسان الصوف الذهبي شارات تصور صوفًا ذهبيًا، وكان يتألف من "لوحات ذهبية دقيقة، وأحجار نارية مقلدة مطلية بالمينا السوداء والبيضاء، وقلادة من الصوف الذهبي".

#### صلة فرنسية: طوق القديس ميخائيل الذي تم إنشاؤه في عام 1469
باتباع هذه الموضة الجديدة، عندما أسس لويس الحادي عشر ملك فرنسا وسام القديس ميخائيل عام 1469، أعطى الفرسان أطواقًا مكونة من أصداف متشابكة مرتبطة بسلسلة، وأشهرها تكريمًا لراؤول دي لانوي بعد حصار كيسنوي. تمت مضاعفة السلسلة في عهد تشارلز الثامن. كانت أول صورة رسمية لملك فرنسا يرتدي طوق الوسام هي صورة الملك لويس الثاني عشر في عام 1514 ومنذ ذلك الحين، اتبع جميع الملوك الآخرين هذا التقليد حتى انتهى الوسام في عام 1830، ادعى وسام التحرير أنه استمرار له في عام 1945 وكان له طوقه الكبير الخاص الذي صنعه صانع الذهب الرئيسي جيلبرت بويرات، والذي ارتداه الرئيس شارل ديغول في صورته الرسمية، مفضلاً صليب لورين الخاص به على الرموز المرفقة بالقلادة الكبرى لوسام جوقة الشرف. في حين كان رهبنة القديس ميخائيل حكراً على الذكور، قامت الملكة آن من النمسا بمساعدة قسيسها الراهب الدومينيكي الفرنسي فرانسوا أرنول بتأسيس رهبنة القلادة السماوية للوردية المقدسة في عام 1647، مما يثبت مرة أخرى الارتباط بين القلادة والوردية كأداة للعبادة. كانت تماثيل النظام الجديد مرتبطة بتعليمات لخمسين فتاة متدينة وكل النفوس الفاضلة، من أجل تجديد التفاني المريمي وتشجيع قداسة النساء الناشطات في الكنيسة الكاثوليكية في فرنسا.

#### تقليد ينتشر في إنجلترا: هنري الثامن وياقة الرباط (القرن السادس عشر)
حتى عهد الملك هنري الثامن، لم يكن لوسام الرباط، مثل معظم الأوسمة الفارسية القديمة العظيمة، طوق. لكن الملك تيودور أراد أن يضاهي الملوك القاريين في كل الأمور كما هو موصوف في التماثيل الموقعة في 5 يناير 1508، بواسطة سجل النظام، والمرسلة إلى الإمبراطور الروماني المقدس ماكسيميليان . يعود أصل طوق فرسان الرباط الحالي، بعقده الذهبية ورباطاته الملتوية التي تحيط بالورود البيضاء الموضوعة فوق الورود الحمراء، إلى العصر التيودوري. في عام 1672، وصف عالم الآثار البريطاني إلياس آشمولي تغييرًا في الطوق الأصلي الذي وصفه الملك هنري الثامن لياقة وسام الرباط، وقال إنه "طوق ذهبي، مقترنًا بعدة قطع من الروابط على شكل رباط، مع وردة قرمزية، وصورة القديس جورج معلقة عليه". تمتلك معظم أوسمة الفروسية البريطانية الآن أطواقًا ولا تزال تُرتدى في المناسبات الخاصة، المعروفة بأيام الأطواق. يُعتبر وسام الخدمة المتميزة، ووسام الاستحقاق ، ووسام رفاق الشرف، ووسام الخدمة الإمبراطورية من الاستثناءات.

#### عصر ازدهار الياقات الكبيرة في القرن الثامن عشر
بعد القرن السابع عشر انتهى العصر الذهبي للياقة. كانت تُرتدى فقط في المناسبات الاحتفالية، وتم استبدالها في الحياة اليومية بالنجوم المثبتة على الصدر، والشارات المعلقة من الشرائط. احتفظت العديد من الأوامر بأطواقها، وعندما تم تقسيم الأوامر إلى عدة رتب أو درجات، كان يتم عادةً حجز الطوق لأعلى رتبة. والاستثناء البارز هو البرتغال.

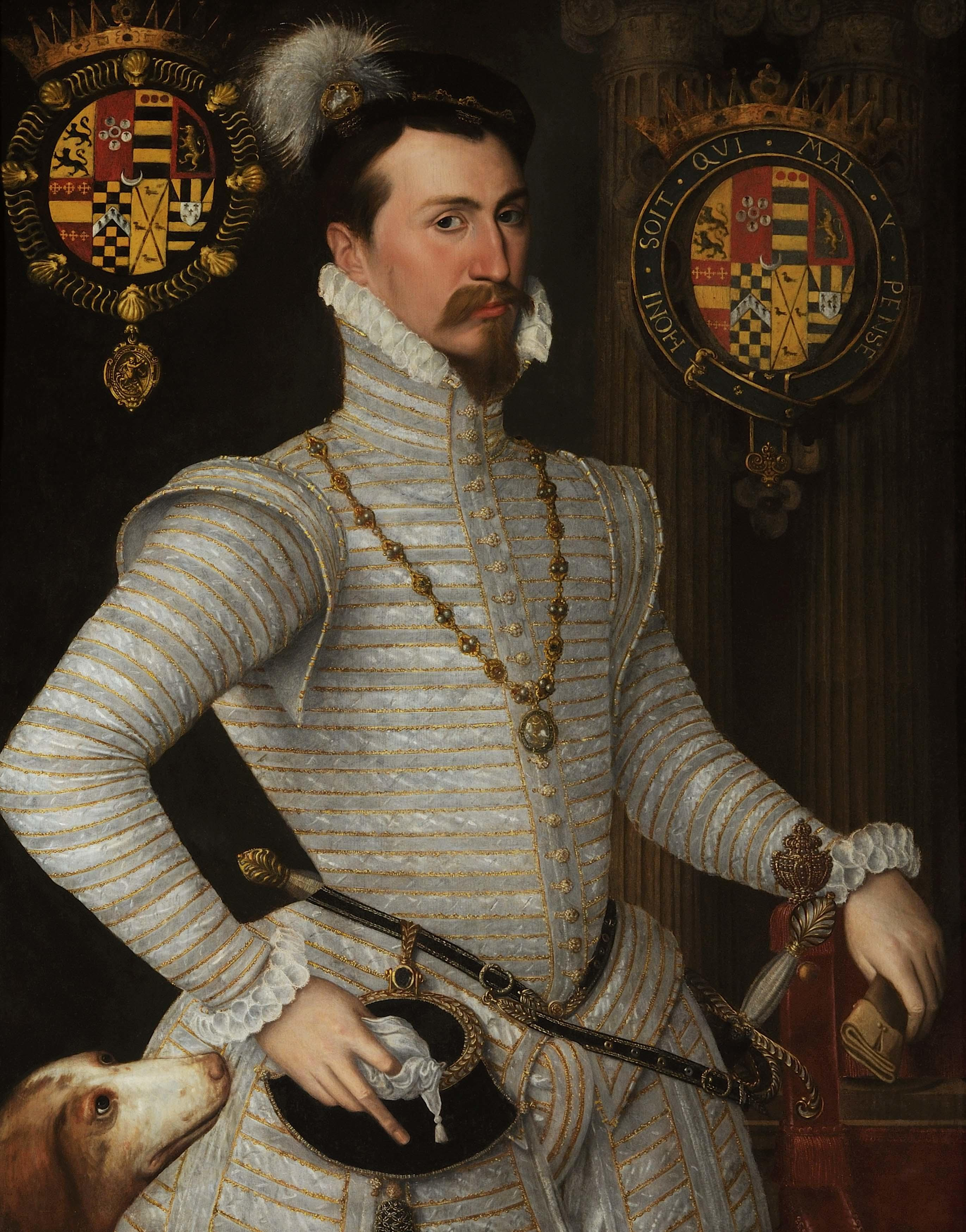

في نهاية القرن الثامن عشر، كانت معظم الأوسمة الأوروبية تحمل رتبة واحدة فقط، وهي رتبة الفارس، وعلى الرغم من أنها كانت عادة ما ترتدي أطواقًا، إلا أن الصليب أو الشارة أصبحا الآن يُرتديان على شريط حول الرقبة أو على الكتف الأيمن. عندما أصبحت الأوامر أكثر ديمقراطية، تم تقديم عدة رتب وكانت فقط الدرجة الأعلى، "القادة الكبار" أو "الصلبان الكبرى"، هي التي ترتدي الياقات. لم تكن هولندا تمتلك أطواقًا أبدًا، ولكن العديد من الطوائف البلجيكية، ومعظم الطوائف النمساوية والبروسية، والعديد من الطوائف البرتغالية كانت تمتلك أطواقًا. في البرتغال يرتدي جميع أعضاء هذه الأوسمة من الفروسية طوقًا، ولكن أطواق الصليب الأعظم أكثر تفصيلاً.

#### وسام جوقة الشرف الكبير
منذ بداية القرن التاسع عشر، تم استخدام الطوق كشارة لمنصب السيد الأعظم في النظام. قدم نابليون الأول وسام النسر الأعظم ليحل محل الصليب الأعظم كأعلى رتبة في وسام جوقة الشرف. وزع نابليون 15 طوقًا ذهبيًا من هذا القبيل على أقاربه وأعلى وزرائه. لم تنجو هذه الطوقة من سقوطه وتم إلغاؤها في عام 1815. كما قدم قلادة جوقة الشرف الكبرى والتي كانت أول قلادة كبرى يتم ارتداؤها خارج النظام الديني. يرتدي رئيس فرنسا طوق وسام جوقة الشرف. في الوقت الحاضر، غالبًا ما تكون القلادة أعلى مرتبة من الصليب الأعظم وهي مخصصة للرئيس ورؤساء الدول الأجنبية كما هو الحال في البرازيل.

## علم الشعارات
في علم الشعارات، يُسمح لمعظم أعضاء الأوامر بعرض طوق رتبتهم على شعار النبالة الخاص بهم إذا كان لديهم في الواقع الحق في ارتداء الطوق. غالبًا ما تكون هناك قواعد صارمة للغاية بشأن كيفية عرض الطوق بالضبط. عادةً يحيط بالدرع بالكامل، أو قد يكون الطوق مخفيًا جزئيًا به. في بعض الأحيان، قد يمتد جزء فقط من الطوق والشارة أسفل الدرع.

يتم تصوير أطواق ذات رتب مختلفة في الإنجازات الشعارية لمختلف الملوك، والتي تحيط بالدرع. على الرغم من أن الإنجاز القياسي المستخدم في أغلب الأحيان قد يصور أطواقًا محددة، إلا أن هذا لا يمنع استخدام أو استبدال أطواق أخرى قد يحق لشخص ما الحصول عليها. بعض الإنجازات تصور أطواقًا متعددة بينما يصور البعض الآخر طوقًا واحدًا فقط، فشعار النبالة الخاص بالملك النرويجي يصور فقط طوق وسام القديس أولاف الذي يحيط بالدرع بينما يصور شعار النبالة الخاص بالدنمارك أطواق وسامتي الفروسية في البلاد وهي: وسام الفيل ووسام دانيبروغ. في الأسلحة الكبرى للسويد، يتم استخدام طوق وسام السيرافيم، ويظهر طوق وسام ليوبولد أيضًا في الشعار الوطني لبلجيكا.

## وفاة المتلقي
عندما يموت أحد أعضاء النظام، لا يتم دفنه عادة مع الطوق، ولكن د يتم عرضه على وسادة توضع على التابوت، إلى جانب الزخارف الأخرى التي قد يمتلكها العضو أثناء الجنازة. تتطلب العديد من الأوامر بعد وفاة أحد أعضاء، يجب إعادة القلادة وربما الشارات الأخرى إلى السلطة المصدرة. في كثير من الأحيان، يكون الشرط هو أن يقوم أحد أقارب الرجل شخصيًا بإعادة الجائزة.

## معرض الصور

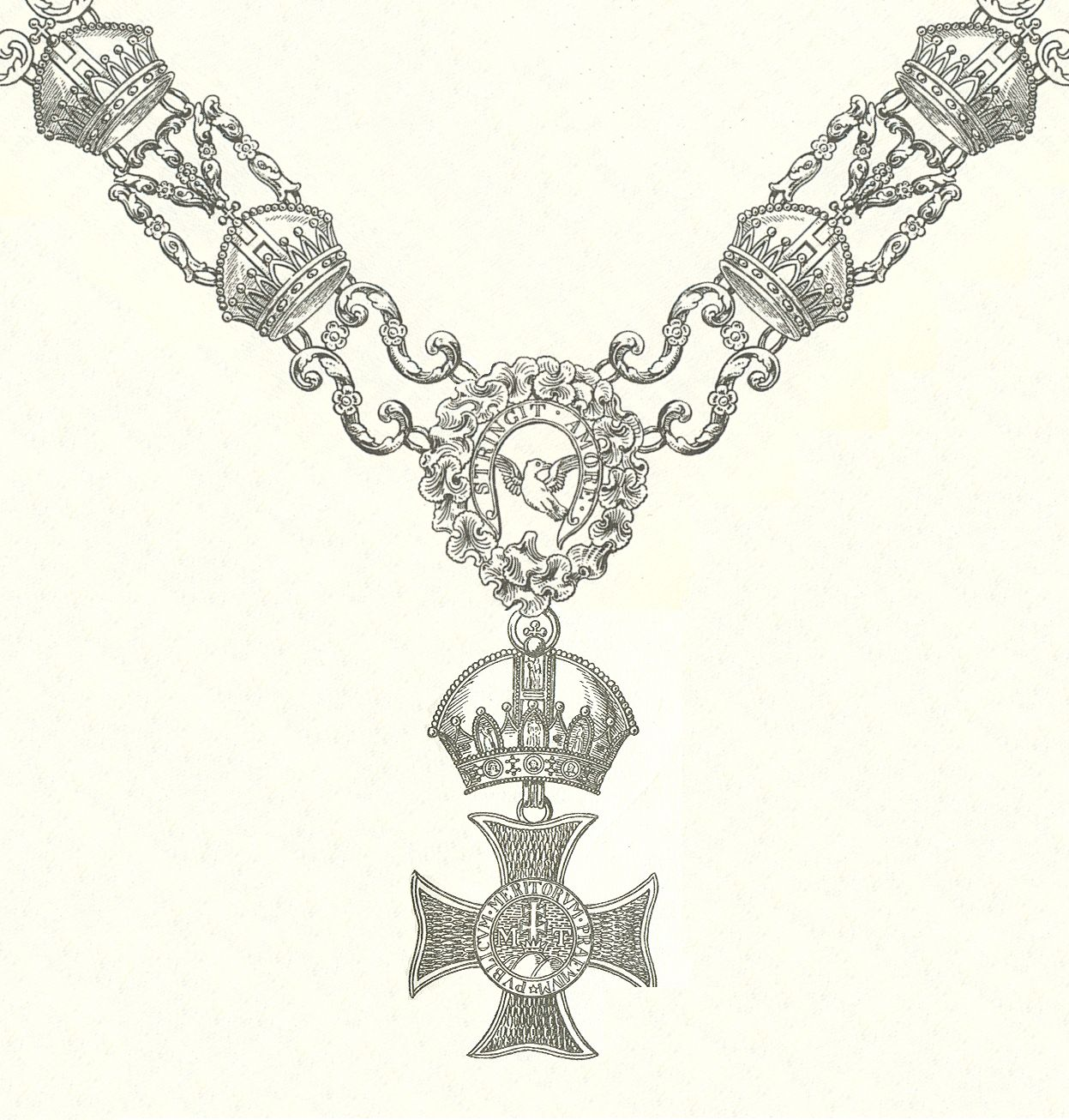
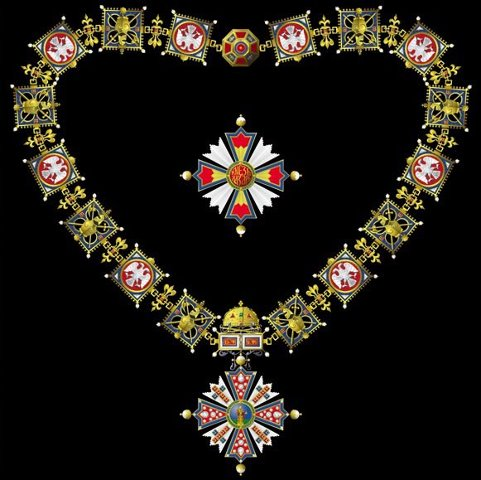
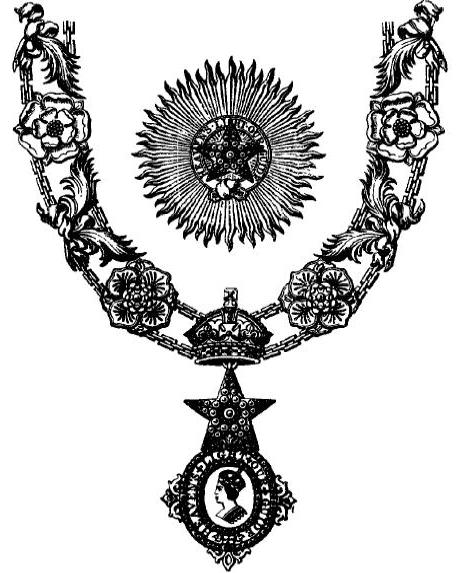
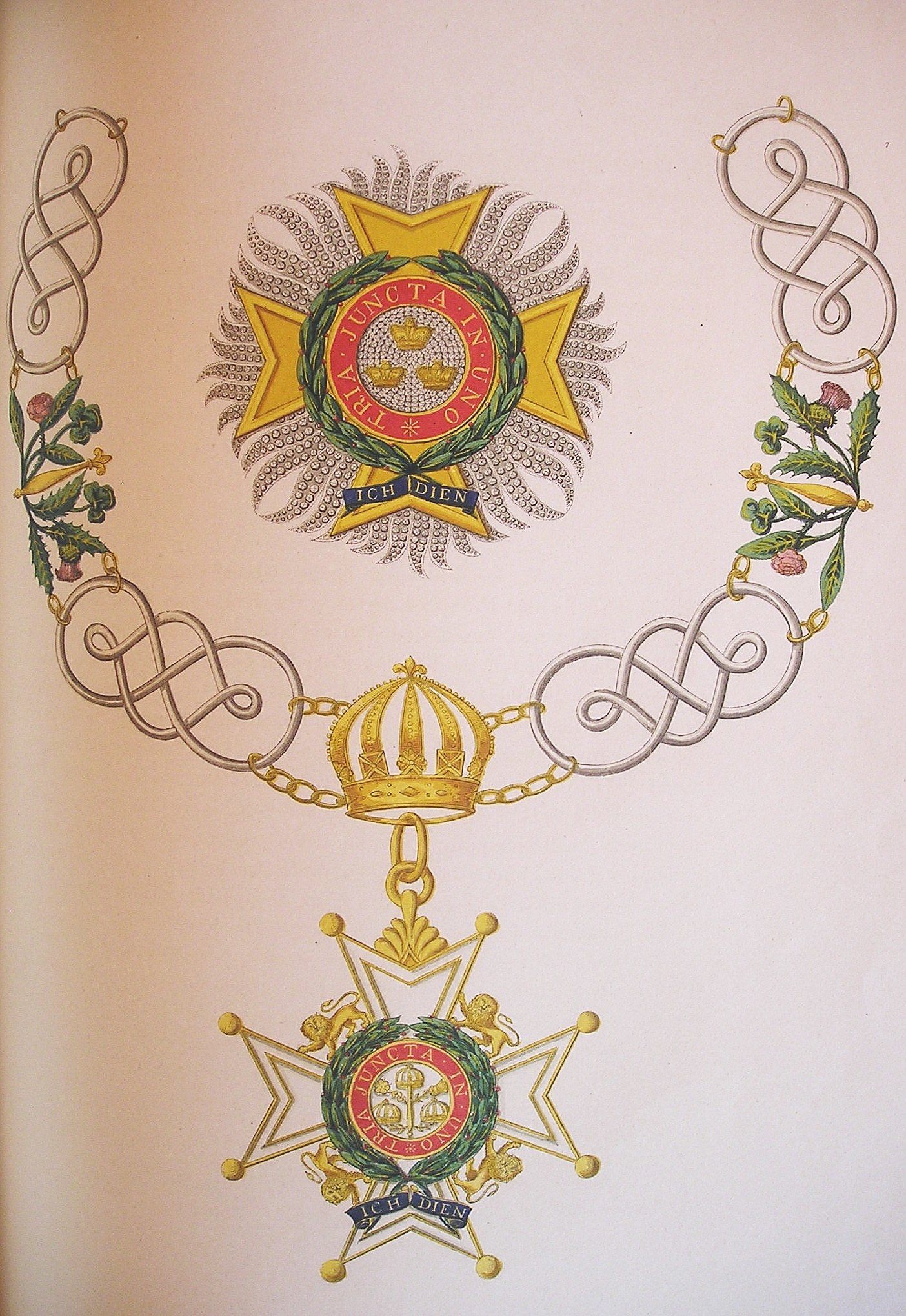